# Georges Ancey
Pour les articles homonymes, voir Ancey (homonymie).
Cet article possède un paronyme, voir Georges Ancely.
Georges Ancey, de son vrai nom Georges-Marie-Edmond Mathevon de Curnieu, né le 9 décembre 1860 à Paris 9e, où il est mort le 18 novembre 1917,, est un dramaturge français.

## Biographie
Assez riche pour ne pas attendre de revenus du théâtre et pour ne pas craindre de déplaire, il dénonça dans son théâtre les mécanismes sociaux de son époque, dite abusivement « Belle », et qui reposaient selon lui sur la spéculation financière et la dévalorisation des sentiments les plus authentiques.
André Antoine, le fondateur du Théâtre-Libre, s'intéressa vivement à ses pièces, qu'il fit jouer fréquemment aussi bien en France qu'à l'étranger, et jusqu'en Amérique du Sud. Auteur naturaliste, sa pièce Monsieur Lamblin fut reprise par le Grand-Guignol.
Ce théâtre, mettant en scène peu de personnages, mais fortement individualisés et s'affrontant souvent violemment, permet d'intéressantes performances d'acteur.
Il est inhumé au cimetière de Montmartre, chemin Troyon, 26e division, chapelle au nom de Famille J. D. Guillaume. Il repose avec son épouse, Marie-Madeleine Lucot, ses parents, la famille de sa mère appelée Louise-Marie Guillaume, etc.

## Œuvres
Théâtre
- Monsieur Lamblin, comédie en 1 acte, Paris, Théâtre-Libre, 15 juin 1888
- Les Inséparables, Paris, Théâtre-Libre, 2 mai 1889
- L'École des veufs, comédie en 5 actes, Paris, Théâtre-Libre, 27 novembre 1889
- Grand'Mère, comédie en trois actes, Paris, Théâtre de l'Odéon, 26 février 1890
- La Dupe, comédie en 5 actes, Paris, Théâtre-Libre, 21 décembre 1891
- L'Avenir, comédie en trois actes, Paris, Théâtre Antoine, 25 janvier 1899
- L'Abbé Prout, guignol pour les vieux enfants (1902)
- Ces Messieurs, comédie en 5 actes, Bruxelles, Théâtre Molière, 2 décembre 1903 Texte en ligne
- Athènes, couronnée de violettes (1908)

Poésie
- Autres choses : poésies diverses (1886) Texte en ligne